# Наталія Санчес
Наталія Санчес (ісп. Natalia Sánchez; нар. 27 березня 1990, Мадрид, Іспанія) — іспанська акторка кіно і телебачення.

## Біографія
Наталія Санчес народилася 27 березня 1990 року у Мадриді. 

## Фільмографія
| Рік |  | Українська назва | Оригінальна назва | Роль |
| --- |  | ---------------- | ----------------- | ---- |